# لنز مینولتا اس‌تی‌اف ۱۳۵میلی‌متر اف/۲٫۸ تی۴٫۵
لنز مینولتا اس‌تی‌اف ۱۳۵میلی‌متر اف/۲٫۸ تی۴٫۵ (به انگلیسی: Minolta STF 135mm f/2.8 T4.5 lens) نام لنز دوربین عکاسی از نوع ثابت با مصارف ویژه است که توسط شرکت مینولتا، سونی تولید می‌شود. فاصلهٔ کانونی این لنز ۱۳۵ میلی‌متر، دیافراگم آن دارای ۹ تیغه و ضریب اف آن اف ۲٫۸ تا اف ۳۲ است. این لنز در دسامبر ۱۹۹۱ میلادی تولید و عرضه شده‌است.